# Randuacir
Randuacir is een bestuurslaag (kelurahan) in het onderdistrict (kecamatan) Argomulyo in de stadsgemeente (kota) Salatiga binnen het regentschap Semarang van de provincie Midden-Java, Indonesië. Randuacir telt 4.891 inwoners (volkstelling 2010).